# Inside Out (2015)
Inside Out (Nederlands: Binnenstebuiten) is een Amerikaanse animatiefilm uit 2015 van Pixar Animation Studios. De film is geschreven en geregisseerd door Pete Docter en ging in première op 18 mei 2015 op het Filmfestival van Cannes. De stemmen zijn ingesproken door Amy Poehler, Phyllis Smith, Bill Hader, Lewis Black, Mindy Kaling.

## Verhaal
De film volgt de emoties van het meisje Riley. Alle mensen worden geleid door hun emoties: Plezier, Angst, Woede, Afkeer en Verdriet. De gepersonifieerde emoties wonen in het hoofdkantoor, het controlecentrum in de geest, waar ze haar adviseren in het alledaagse leven. Ook beheersen ze de herinneringen en sturen ze naar de langetermijngeheugen. Soms vormt zich op een belangrijk moment een kernherinnering die een 'persoonlijkheidseiland' vormt: een 'eiland' in het langetermijngeheugen dat onderdeel is van de persoonlijkheid. Omdat Plezier zeer dominant is, is Riley een vrolijk kind. Verdriet wordt hierdoor het ondergeschoven kindje en niemand ziet haar staan. Ook mag ze nergens aan komen want dan 'besmet' ze de herinneringen met verdriet.
Riley heeft moeite zich aan te passen aan haar nieuwe leven nadat ze verhuisden van Minnesota naar San Francisco omdat haar vader een nieuwe baan gevonden heeft. Terwijl Riley en haar emoties worstelen met de nieuwe situatie, ontstaat er paniek in het hoofdkantoor wanneer Verdriet en Plezier verdwalen in Rileys geest, samen met de kernherinneringen. Hierdoor worden ook de persoonlijkheidseilanden instabiel. Riley wordt hierdoor en door het ontbreken van Plezier en Verdriet een emotieloos maar depressief kind. De overblijvende emoties raken in conflict over hoe de beste manier is te handelen met de nieuwe stad, huis en school. Uiteindelijk implanteert Woede het idee om weg te lopen naar Minnesota om daar nieuwe gelukkige kernherinneringen te vinden.
Plezier en Verdriet zoeken hun weg in Rileys geest, hierbij geholpen door haar vroegere fantasievriend Bing Bong. Ze bezoeken onder andere Rileys verbeelding, de droomstudio, en haar onderbewustzijn.  Verdriet ontdekt op hun tocht langzaamaan de zonnige kant van het leven. Plezier leert op haar beurt echter dat Verdriet ook een sleutelrol in Rileys geest heeft en dus niet buitengesloten dient te worden. Terwijl Riley steeds verder afglijdt in een depressie, worden langzaam haar persoonlijkheidseilanden vernietigd. Op een gegeven moment belanden Plezier en Bing Bong in de dumpplaats waar oude herinneringen die niet langer nodig zijn worden weggegooid. Bing Bong offert zich op om Plezier te helpen ontsnappen. 
Uiteindelijk keren ze terug naar het hoofdkantoor, waar de overige emoties alle controle hebben verloren. Slechts Verdriet kan het wegloopidee verwijderen, waardoor Riley naar huis terugkeert en aan haar ouders vertelt dat ze Minnesota mist. Plezier en Verdriet creëren hierdoor samen een nieuwe gemengde kernherinnering en een nieuw persoonlijkheidseiland. Een jaar later is Riley helemaal gewend, zijn er veel nieuwe persoonlijkheidseilanden en hebben de emoties een groter controlepaneel nodig omdat Rileys emoties complexer worden.

## Stemverdeling
| Personage          | Engelse stem      | Nederlandse stem      | Vlaamse stem      |
| ------------------ | ----------------- | --------------------- | ----------------- |
| Joy (Plezier)      | Amy Poehler       | Peggy Vrijens         | Linde Merckpoel   |
| Sadness (Verdriet) | Phyllis Smith     | Marjolein Algera      | Veerle Dobbelaere |
| Fear (Angst)       | Bill Hader        | Richard Groenendijk   | Jonas Van Geel    |
| Anger (Woede)      | Lewis Black       | Marcel Hensema        | Stany Crets       |
| Disgust (Afkeer)   | Mindy Kaling      | Georgina Verbaan      | Tatyana Beloy     |
| Riley Anderson     | Kaitlyn Dias      | Elaine Hakkaart       | Maxine Janssens   |
| Rileys moeder      | Diane Lane        | Jannemien Cnossen     | Bieke Ilegems     |
| Rileys vader       | Kyle MacLachlan   | Huub Dikstaal         | Erik Goossens     |
| Bing Bong          | Richard Kind      | Stan Limburg          | Nico Sturm        |
| Vergeetster Paula  | Paula Poundstone  | Maria Lindes          | An Lovink         |
| Vergeter Bobby     | Bobby Moynihan    | Reinder van der Naalt | Peter Van Gucht   |
| Droomregisseur     | Paula Pell        | Hilde de Mildt        | Anne Mie Gils     |
| Afkeer (van mam)   | Mona Marshall     | Donna Vrijhof         |                   |
| Frank              | Dave Goelz        | Paul Disbergen        |                   |
| Dave               | Frank Oz          | Ruben Lürsen          |                   |
| August de Clown    | Josh Cooley       | Leo Richardson        |                   |
| Breinagent         | Flea              | Fred Meijer           |                   |
| Fritz              | John Ratzenberger | Kevin Hassing         |                   |
| Helikopterpiloot   | Carlos Alazraqui  | Job Bovelander        |                   |
| Clown              | Peter Sagal       | Thijs van Aken        |                   |
| Juf                | Dawnn Lewis       | Carolina Dijkhuizen   |                   |
| Jonge Riley        | Lola Cooley       | Manou Jue Cardoso     |                   |

## Productie
Regisseur Pete Docter kwam op het idee voor de film door een ervaring uit zijn eigen jeugd, toen hij met zijn ouders naar Denemarken verhuisde en grote moeite had zich aan te passen, en door zijn eigen dochter, Elie. Samen met producent Jonas Rivera en regisseur Ronnie del Carmen onderzocht Docter informatie over de menselijke geest en emoties. Hiervoor ondervroegen de drie onder andere psycholoog Paul Ekman en professor Dacher Keltner. Volgens Ekman waren er zes kernemoties bij mensen waarneembaar: woede, angst, verdriet, afkeer, plezier, en verrassing. Docter vond ‘verrassing’ en ‘angst’ echter dermate nauw verwant aan elkaar dat hij ze voor de film combineerde tot 1 personage. Na het succes van zijn film Up kreeg Docter toestemming van Pixar om nog een film voor hen te regisseren, met een meer complex verhaal dit keer.
Inside Out is de eerste Pixar-film die werd gemaakt zonder hulp van medeoprichter Steve Jobs. Ook John Lasseter, die een grote rol speelde bij de productie van Pixars vorige films, hield zich tijdens de productie van Inside Out afzijdig omdat hij bezig was met de herstructurering van Walt Disney Animation Studios in Los Angeles. In een poging meer diverse input te krijgen voor zijn script, koos Docter een crew die voor de helft uit vrouwen bestond. 
Gedurende drie jaar werd gewerkt aan het concept voor de film. Volgens Kevin Nolting werden in die tijd zeven verschillende versies van het scenario bedacht. Zo was aanvankelijk het plan dat Angst Plezier zou vergezellen op haar reis door Rileys brein, zou Bing-Bong in een vluchtelingenkamp voor vergeten herinneringen wonen, en zou in plaats van een verhuizing het feit dat Riley niet de hoofdrol kreeg in het Thanksgiving Day-toneelstuk de reden voor haar emotionele conflict zijn. 
Voor de animatie liet Docter zich inspireren door Broadwaymusicals uit de jaren 50, alsmede de animaties van Tex Avery en Chuck Jones. In augustus 2013 werd de lijst van stemacteurs voor de film bekendgemaakt.

## Soundtrack
De filmmuziek voor Inside Out is gecomponeerd door Michael Giacchino. Het is Giacchino's vijfde samenwerking met Pixar, en tweede samenwerking met Pete Docter. De soundtrack werd op 16 juli 2015 uitgebracht en omvat de volgende nummers:

Alle muziek is geschreven door Michael Giacchino.
| 1.                 | Bundle of Joy                              | 2:48 |
| 2.                 | Team Building                              | 2:18 |
| 3.                 | Nomanisone Island/National Movers          | 4:20 |
| 4.                 | Overcoming Sadness                         | 0:51 |
| 5.                 | Free Skating                               | 0:59 |
| 6.                 | First Day of School                        | 2:02 |
| 7.                 | Riled Up                                   | 1:02 |
| 8.                 | Goofball No Longer                         | 1:11 |
| 9.                 | Memory Lanes                               | 1:22 |
| 10.                | The Forgetters                             | 0:50 |
| 11.                | Chasing the Pink Elephant                  | 1:55 |
| 12.                | Abstract Thought                           | 1:47 |
| 13.                | Imagination Land                           | 1:25 |
| 14.                | Down in the Dumps                          | 1:47 |
| 15.                | Dream Productions                          | 1:43 |
| 16.                | Dream a Little Nightmare                   | 1:50 |
| 17.                | The Subconscious Basement                  | 2:01 |
| 18.                | Escaping the Subconscious                  | 2:09 |
| 19.                | We Can Still Stop Her                      | 2:54 |
| 20.                | Tears of Joy                               | 2:39 |
| 21.                | Rainbow Flyer                              | 2:58 |
| 22.                | Chasing Down Sadness                       | 1:45 |
| 23.                | Joy Turns to Sadness/A Growing Personality | 7:49 |
| 24.                | The Joy of Credits                         | 8:18 |
| Totale duur: 58:43 |                                            |      |

| Nr. | Titel           | Duur |
| --- | --------------- | ---- |
| 25. | Lava (uit Lava) | 5:46 |

## Uitgave en ontvangst
Inside Out werd voor het eerst aangekondigd op de D23 Expo in augustus 2011. In december 2012 maakte Bleeding Cool de titel bekend. Op 8 mei 2015 ging de film in première op het 68e Filmfestival van Cannes. De Amerikaanse première was op 8 juni 2015 in het El Capitan Theatre in Hollywood. Het is de eerste animatiefilm die in Dolby Vision-formaat werd uitgebracht. Bij de bioscoopuitgave werd Inside Out vergezeld door de korte film Lava
Op 8 november 2015 had Inside Out wereldwijd reeds 850,2 miljoen dollar opgebracht, tegen een budget van 175 miljoen dollar. Daarmee is Inside Out financieel gezien de op één na succesvolste animatiefilm van 2015 (na Minions) en de op vier na succesvolste film van 2015. Recensies van de film waren overwegend positief. Op Rotten Tomatoes gaf 98% van de recensenten de film een goede beoordeling. Op Metacritic scoort de film 94 punten op een schaal van 100, gebaseerd op 48 beoordelingen. Nadat de laatste computeranimatiefilms van Pixar en hun concurrent DreamWorks Animation maar matig werden ontvangen, leek het erop dat computeranimatie op zijn retour was. Inside Out werd door critici dan ook geprezen als een heropleving van het genre.

## Prijzen en nominaties
De belangrijkste:
| jaar | prijs              | categorie                  | genomineerde(n) | uitslag     |
| ---- | ------------------ | -------------------------- | --------------- | ----------- |
| 2016 | Golden Globe Award | Beste animatiefilm         |                 | Gewonnen    |
| 2016 | BAFTA Award        | Beste animatiefilm         |                 | Gewonnen    |
| 2016 | BAFTA Award        | Beste originele screenplay |                 | Genomineerd |
| 2016 | Academy Awards     | Beste animatiefilm         |                 | Gewonnen    |
| 2016 | Academy Awards     | Beste originele screenplay |                 | Genomineerd |
| 2016 | Satellite Awards   | Beste animatiefilm         |                 | Gewonnen    |
| 2016 | Satellite Awards   | Beste originele screenplay |                 | Genomineerd |
| 2016 | Satellite Awards   | Beste soundtrack           |                 | Genomineerd |
| 2016 | Satellite Awards   | Beste geluidseffecten      |                 | Genomineerd |